# Jurij Babanski
Jurij Babanski (ur. 7 stycznia 1927 w Pierwomajskoje k. Rostowa, zm. 8 sierpnia 1987 w Moskwie) – rosyjski pedagog. 
Stopień doktora nauk pedagogicznych uzyskał w 1974 i od tegoż roku był profesorem w Akademii Nauk Pedagogicznych ZSRR. W latach 1979–1987 był wiceprezesem tej Akademii.
Zainteresowania naukowo-badawcze Babanskiego koncentrowały się na filozoficznych, psychologicznych oraz dydaktycznych podstawach procesu nauczania. Szczególnym polem tych badań była optymalizacja procesu nauczania. Oprócz tego kręgu zainteresowań prowadził prace badawcze nad metodologią pedagogiki oraz metodami nauczania w szkole ogólnokształcącej.

## Wybrane publikacje
- Optimizacyja prociessa obuczenija. Aspiekt prieduprieżdienija nieuspiewajemosti, 1973
- Optymalizacja procesu nauczania. Zarys ogólny, 1977, wyd. pol. 1979
- Optimizacyja uczebnowospitatielnogo processa, 1982
- Problemy efektywności badań dydaktycznych, 1982, wyd. pol. 1985
- Metody obuczenija w sowriemiennoj obszczeobrazowatielnoj szkole, 1985
- Piedagogika, red. 1988
- Izbrannyje piedagogiczeskije trudy, 1989